# Ours de Toul
Pour les articles homonymes, voir Saint Ours, Ours (homonymie) et Ursus (homonymie).
Saint Ours de Toul (ou Ursus en latin) est un évêque français de la ville de Toul au Ve siècle qui est considéré comme saint par l'Église catholique. Il est fêté le 1er mars.

## Biographie
Ours est élu évêque de Toul, en France vers 490 à la suite de Saint Auspice. Lorsque le roi des Francs, Clovis, envahit la Gaule, Ours accueille ce dernier lors de son passage à Toul en 496. Il désigne alors l'un de ses prêtres, Saint Waast, pour convertir le nouveau souverain. 
Il meurt à une date incertaine et ses restes sont enterrés dans un premier temps dans le cimetière de Saint-Mansuy. Son corps fut transféré an 1026 dans l'église Saint Mansuy. Son successeur est Epvre de Toul.

## Vénération
Ours est déclaré Saint par l'Eglise Catholique. 
Anciennement fêté le 4 septembre, il est maintenant célébré le 1er mars.